# Leptolalax pelodytoides
Leptolalax pelodytoides — вид жаб родини азійських часничниць (Megophryidae). 

## Поширення
Цей вид поширений тільки у типовій місцевості Карен Гіллс у штаті  Кая у східній частині М'янми.

## Опис
Самці завдовжки 28–32 мм, самиці - 36–38 мм. Спина коричнева з невиразним темнішим забарвленням на бородавках і складках. На боках є великі темні чорнуваті плями.